# Odo van Vermandois
Odo van Vermandois (circa 910 - na 19 juni 946) was van 928 tot 931 graaf van Vienne en van 941 tot 944 graaf van Amiens. Hij behoorde tot de Herbertijnen-dynastie.

## Levensloop
Odo was een zoon van graaf Herbert II van Vermandois uit diens huwelijk met Adelheid van Frankrijk, dochter van koning Robert van Frankrijk.
In 928 verleende Hugo van Arles, koning van Neder-Bourgondië en Italië, hem het graafschap Vienne. Het is niet bekend of hij daadwerkelijk regeerde over dat gebied, aangezien de stad Vienne vanaf 931 werd bestuurd door Karel Constantijn, zoon van koning Lodewijk de Blinde van Provence.
In 938 sloot hij met koning Lodewijk IV van Frankrijk een alliantie tegen zijn vader. Hetzelfde jaar kreeg hij van de koning de stad Laon en in 941 bemachtigde hij met diens steun het graafschap Amiens. In 944 werd hij door koninklijke troepen alweer verjaagd uit Amiens.
Zijn vader was een jaar eerder gestorven. Blijkbaar was Odo in 946 niet betrokken bij de verdeling van diens bezittingen. Na 19 juni 946 wordt hij niet meer vermeld in de contemporaine documenten.